# 司隷校尉
司隷校尉（しれいこうい）は、古代中国にあった官職である。
前漢・後漢・魏・西晋などの時代に置かれ、朝廷内の大臣（皇帝の親族を含む）の監察を行うことを職責とし、巫蠱の禍による社会不安が高まった征和4年（紀元前89年）に前漢の武帝により初めて設置された。『漢書』百官公卿表師古注によれば、「司隷」とは徒隷を司るという意であり、造営工事要員や各種労働力として当時都にあふれかえっていた刑余の徒や奴隷（徒隷）を管理し、騒擾が起こらないようにする役割であったとする。
漢の首都の長安と洛陽を取り巻く河南尹・河内郡・河東郡・弘農郡・京兆尹・右扶風・左馮翊の7郡を統括した（司隷校尉部、のちの司州）。
司隷校尉の仕事は、刺史と似ているが、刺史が地方の上級役人を取り締まるのに対し、司隷校尉は中央の官吏を取り締まるため刺史よりも格上である（中国の制度では首都周辺は朝廷直轄として中央官の扱いであった。後世の直隷省）。さらに『漢官儀』によると、司隷校尉は御史大夫・尚書令とともに「三独座」と称され、別席をあたえられる顕官であった。
当初は節を持し兵を指揮していたが、後に兵権は廃止され、元帝の初元4年（紀元前45年）に諸葛豊が司隷校尉の時に節を没収された。成帝の元延4年（紀元前9年）には司隷校尉の官が廃止された。綏和2年（紀元前7年）に哀帝即位後、校尉の付かない司隷として復活し、大司空の直轄となった。
後漢の成立と共に司隷校尉は復活した。霊帝が刺史の他に州牧を設置し、地方の行政や軍事を統括するようになって州牧が太守より上位になったことで、司隷校尉の役割も監察官から、首都周辺の守備や行政を担当する中央地区長官に変容し、次第に影響力を増していったが、献帝の建安18年（213年）に従来の州区分を廃して古代の九州制を復活させたため、司隷部も廃止となった。
魏の成立と共に司隷校尉は復活し、西晋もこれを引き継いだが、前趙が中原を占領するに及んで洛陽周辺を荊州に統合したため、司隷校尉は消滅し以後復活することはなかった。
東晋では華北を失ったため、設置されなかった。ただし、同様に華北を実効支配していなかった蜀漢では、劉備が即位した時に張飛が司隷校尉に就任している（車騎将軍との兼務）。
秩禄は比二千石。